# بكر يونس
بكر يونس إبراهيم (1920  - 21 يوليو 1982)، إعلامي سعودي، من أوائل الإعلامين في السعودية ويعتبر أحد مؤسسي الإذاعة السعودية. وأول مذيع رسمي في الديوان الملكي السعودي  اشتهر بلقب «مذيع الملك» نظرًا لمرافقته للملك سعود وإعجابه بصوته، إذ كان الملك يفضّل الاستماع إليه ويناديه بهذا اللقب. كما كان الحلقة الوسيطة بين الجهات الرسمية وبين وكالات الأنباء السعودية.

## التعليم والخبرات
حصل على ليسانس آداب من جامعة بغداد، وبعد تخرجه تزوج من السيدة العراقية سعاد المشهداني التي رافقته في مشوار الإنجاز الأسري والإعلامي إلى أن تم تعيينه «مذيعا ثانيا» ثم تمت ترقيته مذيعًا في الإذاعة، ثم في عام 1960 عين مديرا للمكتب العام في التلفزيون السعودي، وفي عام 1964 بدأ العمل مذيعًا تلفزيونيًا ، وفي عام 1970 عين مشرفا على مواد التلفزيون، وفي عام 1974 عين رئيسا على قسم المراقبة في التلفزيون، وفي نفس العام حورت وظيفته إلى مراقب عام البرامج الأجنبية في التلفزيون، وفي 9 أبريل 1982 عين مديراً لإدارة المطبوعات في وزارة الإعلام واستمر بها حتى وفاته.

## أبناءه
له 15 ابن وابنة وبعضهم عمل في مجالات فنية عدة، وهما:
- فتحي (متوفي).
- دنيا: تعمل كمقدمة برامج إذاعية.[1]
- وفاء: تعمل كمقدمة برامج إذاعية.[1]
- سناء: تعمل كممثلة.[1]
- التوأم عادل وعدنان (متوفيين).[1]
- فاطمة: تعمل كمقدمة برامج.[1]
- وحيدة.
- فايزة (زوجة الفنان الكويتي سعد الفرج).
- طلال.
- محمد.[1]
- سلوى (متوفية).
- سعود (متوفي).
- إيمان: عملت كمخرجة.[1]
- حنان: التي امتهنت الطرب وقدمت نفسها مغنية باسم وعد.[1]

## شهادات التقدير والميداليات
حصل على الكثير من شهادات التقدير والميداليات، ومنها:
- نيشان من ونستون تشرشل رئيس الوزراء البريطاني.
- خطاب شكر من الرئيس المصري السابق جمال عبد الناصر.

## وفاته
توفي بكر يونس في 21 يوليو 1982 وقد دفن في المدينة المنورة

## وصلات خارجية
وزارة الاعلام: اعلاميون في الذاكرة | "بكر يونس" أسس لإرهاصات إذاعية جديدة، وترك إرثاً إعلامياً وفنياً في أبنائه
برنامج الراحل: سيرة وحياة الراحل الاعلامي بكر يونس رحمه الله
حساب الإعلامي بكر يونس على انستغرام